# Evolutionary Suicide
Evolutionary Suicide (wörtlich: „evolutionäre Selbsttötung“) ist eine Teilhypothese der Evolutionstheorie, die besagt, dass die evolutionäre Anpassung eines Individuums zum Aussterben der gesamten Population führen kann.
Die Bezeichnung evolutionäre Selbsttötung hat noch keine Verbreitung in der deutschsprachigen Fachliteratur gefunden. In der angelsächsischen Fachliteratur wird auch der Begriff Darwinian extinction verwendet („Darwinsches Aussterben“).

## Theorie
Die meisten Spezies, die bisher auf der Erde gelebt haben, sind inzwischen ausgestorben. Schätzungen zufolge sind dies bisher etwa 500 Millionen Tierarten – das sind über 99,9 %. Das übliche Erklärungsmodell hierfür ist, dass sich diese Arten nicht ausreichend an veränderte Bedingungen in ihrem Lebensraum angepasst haben. Der Evolutionary Suicide ist ein alternatives Erklärungsmodell für das Aussterben der Arten.
Die Theorie geht davon aus, dass Tiere und Pflanzen dazu evolviert sind, nur ihre eigenen Gene möglichst erfolgreich auf die nächsten Generationen zu übertragen, und nicht, um der eigenen Art das Überleben zu gewährleisten. Der evolutionäre Vorteil eines einzelnen Individuums und dessen Nachkommen könnte dann unter bestimmten Umständen das Aussterben einer Population oder gar der gesamten Art bewirken.
Ein Beispiel für evolutionäre Selbsttötung wäre ein Individuum, das den evolutionären Vorteil erworben hat, Sämlinge einer bestimmten Pflanzenart als Nahrung verwerten zu können. Durch den Verzehr zerstört es allerdings Vermehrung und Fruchtstand der Nahrungsgrundlage seiner Artgenossen, wodurch diese und es selbst aussterben.

## Problematik des Nachweises
Es gibt bisher noch keinen strikten wissenschaftlichen Beweis dafür, dass eine Tierart durch evolutionäre Selbsttötung ausgestorben ist. In verschiedenen Studien konnte aber eine Korrelation zwischen bestimmten neu erworbenen Fähigkeiten und einem erhöhten Risiko des Aussterbens der Population nachgewiesen werden. Als inzwischen klassisches Beispiel für einen möglichen zukünftigen Evolutionary Suicide wird der Kabeljau herangezogen. Bei dieser Spezies hat der intensive Fischfang großer Exemplare (Selektionsdruck) dazu geführt, dass die Tiere früher reifen und eine geringere Größe erreichen. Diese Anpassung ist eine Reaktion auf die Gefahr des schnellen Aussterbens der Art. Allerdings führt die Anpassung zu einer reduzierten Anzahl an Nachkommen pro Individuum, wodurch die Population letztlich selbst der Gefahr des Aussterbens näher kommt.

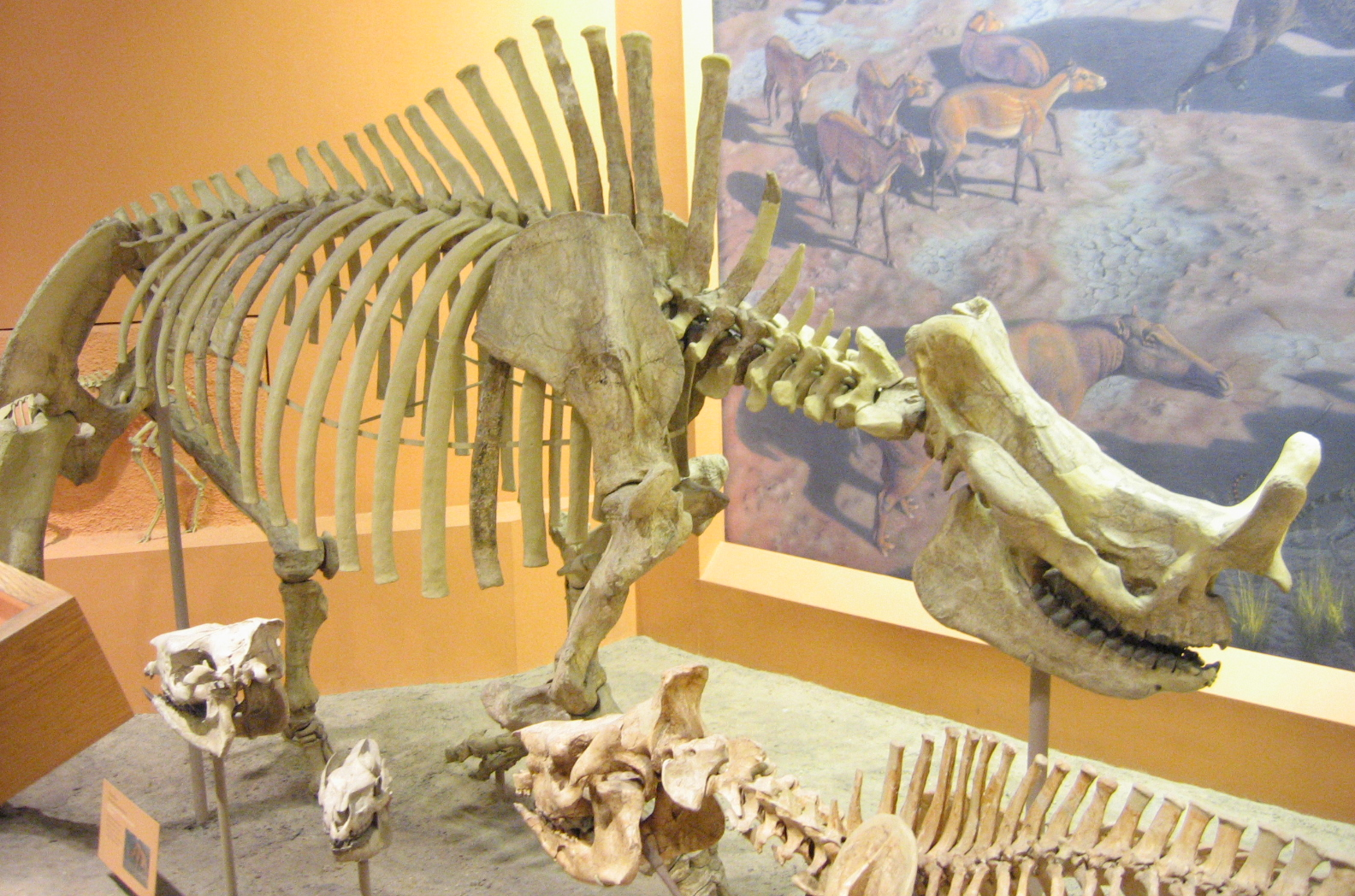
Brontotherium hatcheri aus der Familie der Brontotheriidae ist möglicherweise durch Evolutionary Suicide ausgestorben

Die Beobachtung des evolutionären Suizids in der Natur gestaltet sich außerordentlich schwer, da es grundsätzlich sehr schwierig ist, irgendetwas von ausgestorbenen Populationen zu beobachten. J. B. S. Haldane merkte bereits 1932 in seinem berühmtesten Buch The Causes of Evolution an, dass es erdgeschichtlich eine Reihe von Arten, beispielsweise mit extremen Hörnern oder Stacheln gab, was bei diesen offenbar den Auftakt des Aussterbens markierte. Haldane schrieb dazu: “It seems probable that in some of the cases the species literally sank under the weight of its own armaments.” (dt.: „Es erscheint wahrscheinlich, dass in einigen Fällen diese Spezies buchstäblich am Gewicht ihrer eigenen Rüstung untergingen.“) Beispielsweise wird dies bei den Brontotheriidae, einer ausgestorbenen Familie von nordamerikanischen Säugetieren, als mögliche Ursache ihres Aussterbens diskutiert. Die Brontotheriidae lebten vor 55 Millionen Jahren und sind möglicherweise wegen ihrer Bewaffnung und ihrer schwerfälligen Körper ausgestorben. Möglich ist aber auch, dass die Brontotheriidae in einer „evolutionären Sackgasse“ waren und sich drastisch geänderten Lebensbedingungen nicht mehr anpassen konnten.
In mathematischen Modellen lässt sich die evolutionäre Selbsttötung dagegen problemlos darstellen.
Ein wissenschaftlich reproduzierbares Experiment, das als Beleg für den Evolutionary Suicide oder für eine Tragik der Allmende herangezogen werden kann, stammt aus der Mikrobiologie. Das aerobe Deltaproteobakterium Myxococcus xanthus bildet Kolonien, in denen die einzelnen Individuen bei Nahrungsmangel kooperativ Fruchtkörper ausbilden können. Von diesen Fruchtkörpern werden wiederum Individuen als Sporen entlassen, um neue Kolonien gründen zu können. Künstlich ausgewählte Stämme (sogenannte Cheaters, dt. „Schwindler“) sind in der Lage, eine höhere Anzahl von Sporen als der Wildtyp des Bakteriums zu produzieren. Allerdings sind die Cheaters nicht in der Lage, Kolonien zu bilden. Die Stämme der Cheaters invadieren, bedingt durch eine höhere relative Fitness, die Stämme des Wildtyps. Bei ihrer Ausbreitung reduzieren die Cheaters durch die fehlende Eigenschaft der Koloniebildung aber die gesamte Populationsdichte, wodurch die Gefahr der Extinktion sowohl des Wildtyps als auch der Cheaters erheblich ansteigt.